# Harry Treadaway
Harry Treadaway (Exeter, 10 settembre 1984) è un attore britannico.

## Biografia
Attore originario del Devon, in Inghilterra, è figlio di un architetto e di un'insegnante di scuola elementare. È cresciuto con la famiglia nella città di Sandford, vicino a Crediton. Ha un fratello gemello, Luke Treadaway, nato poco prima di lui, pure attore, e un fratello più anziano, Sam, che dipinge. Ha imparato recitazione all'Accademia di Musica ed Arte drammatica di Londra (The London Academy of Music and Dramatic Art) e per un po' di tempo ha militato in una band musicale fondata con il fratello gemello, chiamata Lizardsun. Sempre con il gemello Luke esordisce in un film musicale del 2006, Brothers of the Head, dove interpreta il ruolo del musicista di una rock band che ha un fratello gemello. Per questo ruolo, Harry Treadway ha ottenuto una nomination al premio Most Promising Screen Newcomer nell'ambito dei British Independent Film Awards.
In ambito interpretativo, è apparso inizialmente in alcune produzioni televisive della BBC, tra cui l'episodio iniziale della seconda stagione della serie paranormale del 2006 Afterlife - Oltre la vita, in cui interpreta il ruolo di una vittima di un incidente stradale che torna, con alcuni amici, dal mondo dei morti, incapace di prendere coscienza del suo nuovo stato esistenziale. Nel 2007 appare nel cast fisso della miniserie surreale in otto episodi Cape Wrath - Fuga dal passato in cui, curiosamente, il suo personaggio ha (ancora una volta) una sorella gemella. Nello stesso anno è protagonista dell'horror The Disappeared, in cui interpreta il ruolo di un ragazzo che indaga sulla misteriosa scomparsa del fratello, della quale è stato ritenuto ingiustamente responsabile dal padre.
Nel 2008 ottiene il ruolo di co-protagonista (al fianco della candidata all'Oscar Saoirse Ronan) del film d'avventura e fantasy Ember - Il mistero della città di luce, dove interpreta Doon, l'ingegnoso ragazzo che, con l'amica Lina, sfida la tradizione e cerca una disperata via di salvezza dall'imminente catastrofe che sta per colpire la sua città. Nel 2009 partecipa a Fish Tank, una co-produzione anglo-olandese, tra i film presentati in concorso al 62º Festival di Cannes, e alla pellicola indipendente Pelican Blood. Nel 2012 appare nel video ufficiale di Bat for Lashes per la canzone A Wall. Il video esce il 21 dicembre, come terzo singolo dell'album The Haunted Man. Dal 2014 al 2016 ha interpretato Victor Frankenstein nella serie televisiva Penny Dreadful.

## Vita privata
E' compagno dell'attrice britannica Holliday Grainger dal 2015 e nel 2021 hanno avuto due gemelli.

## Filmografia

### Cinema
- Brothers of the Head, regia di Keith Fulton, Louis Pepe (2005)
- Control, regia di Anton Corbijn (2007)
- Love You More, regia di Sam Taylor-Wood – cortometraggio (2008)
- The Disappeared, regia di Johnny Kevorkian (2008)
- Ember - Il mistero della città di luce (City of Ember), regia di Gil Kenan (2008)
- Fish Tank, regia di Andrea Arnold (2009)
- Pelican Blood, regia di Karl Golden (2010)
- Over There, regia di Mark Ravenhill (2010)
- Hideaways, regia di Agnès Merlet (2011)
- Albatross, regia di Niall MacCormick (2011)
- London Zombies (Cockneys vs Zombies), regia di Matthias Hoene (2012)
- The Lone Ranger, regia di Gore Verbinski (2013)
- Streetcar, regia di Hala Matar - cortometraggio (2013)
- Honeymoon, regia di Leigh Janiak (2014)
- Truffatori in erba (Gringo), regia di Nash Edgerton (2018)

### Televisione
- Miss Marple (Agatha Christie's Marple) – serie TV, episodio 2x01  (2006)
- Afterlife - Oltre la vita (Afterlife) – serie TV, 1 episodio (2006)
- Recovery, regia di Andy De Emmony – film TV (2007)
- Cape Wrath - Fuga dal passato (Cape Wrath) – serie TV, 8 episodi (2007)
- The Shooting of Thomas Hurndall, regia di Rowan Joffe – film TV (2008)
- The Night Watch, regia di Richard Laxton – film TV (2011)
- Flight of the Storks, regia di Jan Kounen – miniserie TV (2013)
- Truckers – serie TV, 5 episodi (2013)
- Fleming - Essere James Bond (Fleming: The Man Who Would Be Bond), regia di Mat Whitecross – miniserie TV, 1 episodio (2014)
- Penny Dreadful – serie TV, 27 episodi (2014-2016)
- L'amante di Lady Chatterley (Lady Chatterley's Lover), regia di Jed Mercurio – film TV (2015) Non accreditato
- Mr. Mercedes – serie TV, 20 episodi (2017-2018)
- The Crown - serie TV, 2 episodi (2019-2020)
- Star Trek: Picard - serie TV, 8 episodi (2020)
- Deceit, regia di Niall MacCormick – miniserie TV (2021)

## Doppiatori italiani
Nelle versioni in italiano dei suoi lavori, Harry Treadaway è stata doppiato da:
- Daniele Giuliani in Penny Dreadful, Star Trek: Picard
- Federico Zanandrea in Fish Tank, London Zombies
- Emiliano Coltorti in Ember - Il mistero della città di luce, Mr. Mercedes
- Francesco Venditti in The Lone Ranger
- David Chevalier in Cape Wrath - Fuga dal passato
- Alessandro Capra in Truffatori in erba

## Riconoscimenti
- 2006 – British Independent Film Awards
  - Nomination Miglior esordiente per Brothers of the Head (con Luke Treadaway)

- 2018 – Satellite Awards
  - Nomination Miglior attore in una serie drammatica per Mr. Mercedes